# Soap Lake

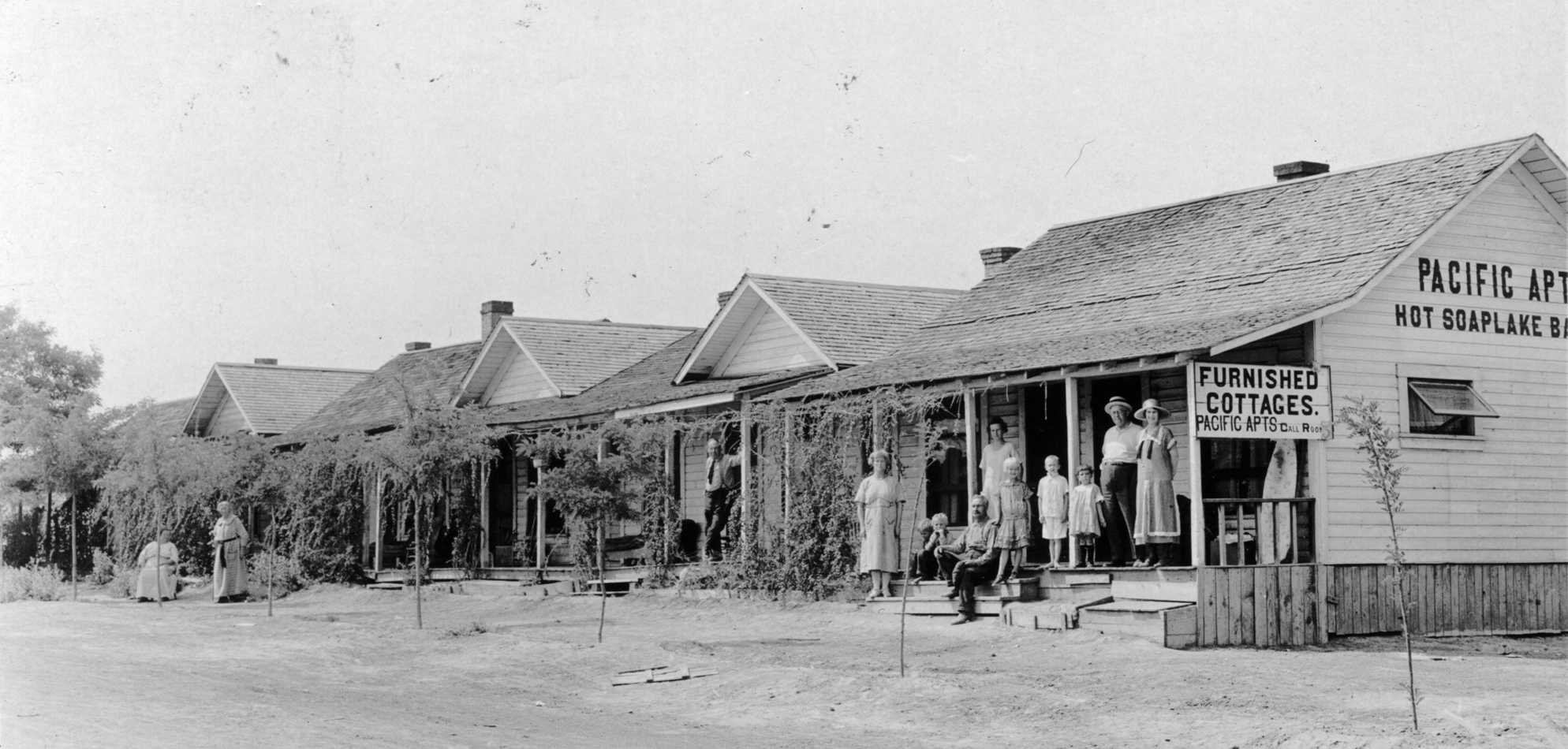
Pacific Apartments, pubblicizzato su scala nazionale come il centro mondano e la
località termale del Bacino del Columbia (1928)

Soap Lake è un lago meromittico nella città di Soap Lake (Washington), negli Stati Uniti, formato dalle inondazioni del Missoula ai piedi della Grand Coulee. Il lago deve il suo nome (Soap Lake: letteralmente "Lago del sapone") alla schiuma di origine naturale che dà alle sue acque un'apparenza simile a quella del sapone e al fatto che le stesse acque, ricche di minerali, hanno una consistenza al tatto morbida, saponosa. Il lago ha approssimativamente una superficie di 5,12 km² ed una profondità di 21,2 m.

## Proprietà
Da lungo tempo si ritiene che le acque ricche di minerali del Soap Lake abbiano proprietà terapeutiche. Si narra, infatti, che le tribù indiane rivali solevano fare una tregua quando si recavano al lago per curare sé stessi ed i loro animali. Ne sono prova le testimonianze storiche ed i numerosi manufatti indiani trovati in quest'area nel corso degli anni. Le guide turistiche dello Stato di Washington negli anni 1920 definivano il Soap Lake come "il più grande mare minerale del mondo" e le persone affette dalla malattia di Buerger ritenevano che avrebbero curato i loro mali bagnandosi nel lago. La stessa città di Soap Lake si fregia del titolo di "località termale di Washington".
Nell'acqua del soap Lake sono presenti 23 minerali diversi. Le analisi sulla qualità dell'acqua condotte sin dal 1910 per saggiare il contenuto minerale del Soap Lake hanno mostrato che questo si è ridotto nel corso del tempo. Per quanto riguarda la schiuma, anche se non se ne conosce la causa, la sua quantità è diminuita dopo la costruzione dei canali che collegano il Soap Lake ad altri laghi a monte e alla diga Grand Coulee. Ora è raro vederla, tranne che in giorni ventosi.
Ciononostante, in confronto all'oceano e ad altre fonti minerali conosciute di origine naturale nel mondo, il Soap Lake ha ancora il più elevato contenuto di minerali diversi di qualsiasi altro corpo acqueo del pianeta. L'acqua del Soap Lake contiene anche ittiolo, una sostanza oleosa liberamente venduta in Europa come medicamento per trattare infezioni ed abrasioni. È molto probabile che l'ittiolo nell'acqua del Soap Lake provenga dalla decomposizione di minuscoli gamberetti rossi simili a quelli di acqua salmastra, che prosperano nel lago da fine primavera a metà estate. Come nel caso del Mar Morto, l'alto contenuto minerale del lago conferisce all'acqua un notevole livello di galleggiamento.
L'alcalinità del lago è simile a quella scoperta sulle lune di Giove. Per questa ragione, nel 2002 la National Science Foundation assegnò una borsa di studio a ricercatori della Central Washington University per studi sul lago, volti a verificare la possibilità di vita su Marte.

## Contenuto minerale
Al 2000:
| Minerale       | Milligrammi/Litro |
| -------------- | ----------------- |
| Sodio          | 5.760             |
| Bicarbonato    | 2.480             |
| Solfato        | 2.540             |
| Carbonato      | 3.840             |
| Cloruro        | 2.290             |
| Potassio       | 504               |
| Azoto organico | 0,9               |
| Fluoruro       | 7,2               |
| Ortofosfato    | 6,3               |
| Nitrato        | 0,7               |
| Calcio         | 2,5               |
| Magnesio       | 2,9               |

Meno di 0,01 mg/l di alluminio, ferro, rame, rubidio, litio, stronzio, bario, cromo, piombo, manganese, titanio, vanadio e boro.